# Всесоюзна піонерська організація імені В. І. Леніна

Емблема піонерської організації СРСР

Всесоюзна піонерська організація імені В. І. Леніна (рос. Всесоюзная пионерская организация имени В. И. Ленина) — масова дитяча прокомуністична організація в СРСР.
Організація об'єднувала піонерські організації СРСР, очолювала організацію Центральна Рада на чолі з секретарем ЦК ВЛКСМ. Останній голова Центральної Ради — секретар ЦК ВЛКСМ Людмила Швецова.

## Історія
Була створена в Росії на кшталт дитячих скаутських організацій. На час більшовицького перевороту 1917 року в Росії було близько 50 тисяч скаутів. В умовах Громадянської війни скаути допомагали розшукувати безпритульних дітей, організовували загони дитячої міліції і надавати соціальну допомогу. Потрапивши під тиск нової влади скаутський рух розпався на кілька напрямків, окремі з яких стали на підтримку прорадянських тенденцій. Окремі комсомольські функціонери намагалися реалізувати співпрацю скаутизму з комсомолом, одначе на з'їзді РКСМ 1919 року було ухвалено розпустити скаутські загони.
Організацію утворено рішенням Всеросійської конференції комсомолу 19 травня 1922 року, відтоді 19 травня в СРСР відзначалось як День піонерії. До 1924 піонерська організація носила ім'я Спартака, після смерти Леніна дістала його ім'я. Керівництво діяльністю піонерської організації здійснював ЦК ВЛКСМ.
Формально прийом здійснювано на добровільній основі. Добір кандидатів проводили відкритим голосуванням на зборі піонерського загону (зазвичай відповідного класу) або на вищому, на рівні школи — на Раді дружини. В піонери як правило приймали дітей, починаючи з 9-річного віку (зазвичай у 3-4 класах радянської середньої школи), діти перебували в ній до 13-14-річного віку, коли починався прийом до лав комсомолу. В першу чергу піонерами ставали відмінники й активісти, потім — решта дітей. Формально прийом здійснювано на добровільних засадах, однак у 1950—1980-х фактично всіх школярів після досягнення відповідного віку приймали у піонери. Не брали в піонери рідко, зазвичай тільки відчайдушних хуліганів. Траплялись відмови з релігійних міркувань .

## Структура
Структура організації:
- Ланка — 5-10 піонерів, керівник — ланковий піонер.
- Загін — 30-40 піонерів, зазвичай клас загальноосвітньої школи, голова ради загону та його прапорний — піонер, обраний загоном.
- Дружина — піонерська організація школи, 300–400 піонерів, голова ради дружини — піонервожатий чи молодий педагог-комсомолець, а його прапорний — піонер, обраний дружиною.
- Районна піонерська організація — всі загони та дружини навчальних закладів району, очолює голова ради районної піонерської організації — завідувач відділом райкому або третій секретар районного комітету ВЛКСМ.
- Обласна піонерська організація — всі загони та дружини, районні організації області, очолює голова ради обласної піонерської організації — завідувач відділом обкому чи третій секретар обкому ВЛКСМ.

## Ідеологія
Піонери СРСР виховувались в дусі служіння комуністичним ідеалам. В окремі періоди часу в організації пропагувались відверто тоталітарні принципи: «всі — як один» тощо.

## Залучення до непритаманної дітям діяльності
У першій половині 1930-х років були випадки залучення піонерів до боротьби з антирадянськими елементами. Така боротьба пропагувалася як громадянський обов'язок піонера. Зразком піонера був проголошений Павлик Морозов, який, згідно з офіційною версією, доніс владі на свого батька (що кинув матір Павлика), який допомагав «куркулям», і виступив проти нього в суді, після чого стежив за кулаками, вкривають хліб, і доносив на них; за це він був ними убитий.